# Autobusna traka
Autobusna traka jest prometna traka namijenjena prvenstveno autobusnom prometu. Koristi se za ubrzavanje javnog prijevoza koji bi inače bio usporen ili zaustavljen zbog prometne gužve. 
U modernom prometu autobusne trake mogu biti u potpunosti namijenjene autobusima ili autobusi imaju prednost u samo određene dane, odnosno samo određene sate svakoga dana.  Autobusne trake ključna su komponenta visokokvalitetne mreže brzog autobusnog prijevoza, poboljšavajući brzinu putovanja autobusom i pouzdanost smanjenjem kašnjenja uzrokovanih ostalim prometom.  Namjenska prometna traka za autobuse može zauzimati samo dio kolnika koji također ima trake za opći automobilski promet, ali u nekim državama postoje i ceste koje su u cijelosti namijenjene autobusima.
East Side Trolley Tunnel u Providenceu u Rhode Islandu postao je 1948. godine prva namjenska autobusna cesta u Sjedinjenim Američkim Državama, nastavljajući s radom do danas. Godine 1956. Nashville je postao prvi grad koji je uveo ulične autobusne trake. Kasnije te godine Chicago je uveo prometnu traku za autobuse u središtu jednosmjerne ulice Washington s pet traka u središtu grada. 
Prve autobusne trake u Europi uspostavljene su 1963. godine u njemačkom gradu Hamburgu kada je tramvajski sustav zatvoren, a bivše namjenske tramvajske tračnice prenamijenjene za vožnju autobusa. Ubrzo su to slijedili i drugi veliki njemački gradovi, a uvođenje traka za autobuse službeno je odobreno njemačkim propisima o autocestama 1970. 
Mnogi stručnjaci iz drugih zemalja (među prvima Japan) proučavali su njemački primjer i implementirali slična rješenja. Dana 15. siječnja 1964. prva autobusna traka u Francuskoj određena je duž Quai du Louvre u Parizu, a prva kontraprotočna traka uspostavljena je na starom mostu Pont de l’Alma 15. lipnja 1966. godine.

## Vanjske poveznice
- Transit Street Design Guide